# Глауконит
Глаукони́т (главконит, «зелёная земля», от др.-греч. γλαυκός «светло-зелёный») — минерал, водный алюмосиликат железа, кремнезёма и oксидa калия непостоянного состава, относится к группе гидрослюд. Известен с 1828 года по работе Х. Керферштейна, давшего ему название.

## Свойства
Существует в виде маленьких, округленных зеленоватых зёрен, цвет от оливкового до тёмного, чёрно-зелёного. Не образует крупных скоплений, распространён в виде примеси во многих осадочных породах и в современных морских осадках. Встречается в песках, песчаниках, глинах, мергелях, известняках и в батиальном иле, окрашивая их в зеленоватые цвета. Образование глауконита происходит и в настоящее время на дне морей при участии микроорганизмов. Твёрдость глауконита по минералогической шкале 2—3, плотность 2,2—2,8 г/см3.
Химическая формула (K, H2O) (Fe3+,Al,Fe2+,Mg)2 [Si3AlO10](OH)2×nH2O
Химический состав изменчивый: окись калия (К2О) 4,4 — 9,4 %, окись натрия (Na2O) 0 — 3,5 %, окись алюминия (Al2O3) 5,5 — 22,6 %, окись железа (Fe2O3) 6,1 — 27,9 %, закись железа (FeO) 0,8 — 8,6 %, окись магния (MgO) 2,4 — 4,5 %, двуокись кремния (SiO2) 47,6 — 52,9 %, вода (H2O) 4,9 — 13,5 %.
Разновидность с преобладанием в составе калия носит название селадонит.

## Применение
Значительное содержание окиси калия и способность легко поддаваться выветриванию делает его хорошим удобрением, применяется и как сырьё для производства комплексных калийно-фосфорных удобрений. Употребляется как сырьё для изготовления прозрачных и полупрозрачных зелёных красок для живописи и промышленности. Хороший сорбент, применяется для очистки воды, в том числе от солей тяжёлых металлов. Благодаря его способности к катионному обмену используется для уменьшения жёсткости воды. Может использоваться для очистки территорий от загрязнения радионуклидами.
Глауконит — минерал с зональной расцветкой, который в лучших образцах имеет ценные декоративные качества. По классификации А. Е. Ферсмана и М. Бауэра этот минерал отнесён к поделочным (полудрагоценным) камням первого порядка, вместе с такими материалами, как нефрит, малахит, горный хрусталь, агат и яшма.

## Месторождения
На территории России глауконит добывается из глауконитсодержащих песков, где его содержание может достигать 60 %. Основные месторождения: в Московской области — Лопатинское, в Саратовской области — Саратовское и в Башкирии — Байгузинское. Наиболее богатыми по качеству и содержанию глауконита являются месторождения глауконитовых песков и глин в Ленинградской и Псковской областях и в соседних районах Эстонии.